# Harveys Lake
Harveys Lake é um distrito localizado no estado norte-americano de Pensilvânia, no Condado de Luzerne.

## Demografia
Segundo o censo norte-americano de 2000, a sua população era de 2888 habitantes.
Em 2006, foi estimada uma população de 2900, um aumento de 12 (0.4%).

## Geografia
De acordo com o United States Census Bureau tem uma área de
16,5 km², dos quais 13,8 km² cobertos por terra e 2,7 km² cobertos por água. Harveys Lake localiza-se a aproximadamente 378 m acima do nível do mar.

## Localidades na vizinhança
O diagrama seguinte representa as localidades num raio de 16 km ao redor de Harveys Lake.